# Andrzej Kowalczyk (Physiker)
Andrzej Antoni Kowalczyk (* 29. April 1948 in Toruń) ist ein polnischer Physiker. Bis zu seiner Emeritierung 2018 beschäftigte er sich hauptsächlich mit Molekül- und Biophysik sowie Optik.

## Leben
1965 erhielt er das Abitur am IV. Allgemeinbildenden Gymnasium in Toruń. Anschließend studierte er bis 1970 theoretische Physik an der Nikolaus-Kopernikus-Universität Toruń. Mit Badanie relaksacji stanu wzbudzonego kumaryn promovierte er 1979. 
1980 bis 1981 war er an der Johns Hopkins University in Baltimore, von 1983 bis 1984 an den Paterson Laboratories des Christie Hospitals in Manchester. 1991 war er an der Katholieke Universiteit Leuven in Leuven.
1994 erfolgte die Habilitation mit Fotoluminescencja w zastosowaniach analitycznych. 2004 wurde ihm der Titel Professor verliehen. Von 2008 bis 2016 war er Prodekan am Fachbereich für Physik, Astronomie und Informatik der Toruńer Universität. 
Im September 2018 emeritierte er. Danach wurde auf Veranlassung des Instytut Pamięci Narodowej gegen ihn wegen des Verdachts der früheren Zusammenarbeit mit dem polnischen Geheimdienst Służba Bezpieczeństwa ermittelt. Im Januar 2019 wurde er vom Kreisgericht Toruń von diesem Vorwurf freigesprochen.
Andrzej Kowalczyk ist verheiratet und hat eine Tochter.